# Линия Джамейка, Би-эм-ти
Линия Джамейка, Би-эм-ти (линия Бродвея) — линия Нью-Йоркского метро, эксплуатировавшаяся «Транспортной компанией Бруклина и Манхеттена» (BMT) и ныне входящая в состав Дивизиона В. Линия обеспечивает проезд из Бруклина в Куинс. Линия начинается у Вильямсбургского моста в округе Ист Нью-Йорк в Бруклине и идёт над Фултон-стрит и Джамейка-авеню в округ Джамейка в Куинсе. В западной Джамейке линия уходит в тоннель и переходит на нижний уровень линии Арчер-авеню, Би-эм-ти. Обслуживается маршрутами: J (круглосуточно), M (круглосуточно) и Z (в часы пик в пиковом направлении).
Линия Джамейка включает старейший ныне существующий участок метро: от станции Гейтс-авеню до Ван-Сиклен-авеню. Этот участок был построен в 1885 году компанией «Бруклинская эстакадная железная дорога» (Brooklyn Elevated Railroad). Также в состав этой линии входит новейший эстакадный объект во всём Нью-Йоркском метро — спуск к подземной линии Арчер-авеню, Би-эм-ти, который был построен в 1988 году.

## Описание
Линия Джамейка состоит из разных участков. Первоначально линия начиналась со станции Бродвей-Ферри в районе Уильямсберг в Бруклине. Этот участок, состоящий из двух станций и снесённый в 1916 году, был двухпутным и присоединялся к станции Марси-авеню с запада. Участок до сих пор называют "Broadway Spur". Его маршрут очень легко проследить по сохранившимся эстакадам.
После станции Марси-авеню и до станции Алабама-авеню поезда ходят по старой эстакаде, но существенно перестроенной и расширенной до трёх путей перед Первой мировой войной, в 1913 году. Центральный путь немного возвышается над остальными. Он предназначался для экспресс-поездов. Но инженерные исследования, проведённые сразу же после строительства, показали, что поезда, двигающиеся по этому пути, будут создавать настолько сильные вибрации, что эстакада может разрушиться. Поэтому центральный путь не используется для проезда поездов.
Между станциями Алабама-авеню и Сайпресс-Хилс поезда едут по самой старой эстакаде Нью-Йоркского метро. Она была построена в 1893 году и никогда не перестраивалась и не расширялась.
После станции Сайпресс-Хилс линия поворачивает в район Джамейка и идёт над Джамейка-авеню. Именно поэтому этот участок называют "Линия Джамейка-авеню". Этот участок строился как трёхпутный. Но пути были проложены только на станции 111-я улица и на ныне снесённом отрезке линии между станциями 160-я улица и 168-я улица.

## История
Компания "Объединённая эстакадная железная дорога" (Union Elevated Railroad), ставшая впоследствии "Бруклинской эстакадной железной дорогой" (Brooklyn Elevated Railroad), открыла участок эстакадной линии над Бродвеем от станции Косцюшко-стрит до ныне снесённой станции Дригс-авеню 25 июня 1888 года. Эта новая линия была частью уже существовавшей тогда Lexington Avenue Elevated, которая заканчивалась на станции Ван-Сиклен-авеню. Была очень популярна пересадка между двумя линиями на станции Гейтс-авеню. 14 июля 1888 года линия была продлена до станции Бродвей-ферри, а 30 мая 1893 года — до Сайпресс-Хилс. Теперь поезда Lexington Avenue Elevated и  Broadway Elevated ходили до этой станции. Но 13 октября 1950 года линия Lexington Avenue Elevated была закрыта, а потом снесена.

## Обслуживающие маршруты
На линии Джамейка раньше работали два маршрута: BMT 14, который впоследствии стал маршрутом K и был упразднён в 1976 году, и маршрут BMT 15, который стал маршрутом J. Маршрут Z, работающий в паре с J по схеме скип-стоп, был введён только в 1988 году. С 1969 года по линии курсирует также маршрут M.

## Станции
| Эссекс-стрит (1908) |
|                     |
|                     |

|  |  |  |
|  |  |  |
|  |  |  |

|  |  |  |
|  |  |  |
|  |  |  |

| Сатфин-бульвар — Арчер-авеню — Аэропорт имени Джона Кеннеди (1988) |
|                                                                    |
|                                                                    |

| Джамейка-Сентер — Парсонс — Арчер (1988) |
|                                          |
|                                          |

| Марси-авеню (1888) |
|                    |
|                    |

| Хьюс-стрит (1888) |
|                   |
|                   |

| Лоример-стрит (1888) |
|                      |
|                      |

| Флашинг-авеню (1888) |
|                      |
|                      |

| Мертл-авеню (1888) |
|                    |
|                    |

|  |
|  |
|  |
|  |
|  |

| Кларк-стрит — Тиллари-стрит (1888—1940) |
|                                         |
|                                         |
|                                         |
|                                         |
|                                         |

| Корт-стрит — Мертл-авеню (1888—1940) |
|                                      |
|                                      |
|                                      |
|                                      |
|                                      |

| Декалб-авеню (1915) |  |
|                     |  |

| Атлантик-авеню — Барклайс-центр (1920) |
|                                        |
|                                        |

| Атлантик-авеню — Барклайс-центр (1915) |  |
|                                        |  |

| Франклин-авеню (1896) |  |
|                       |  |

| Седьмая авеню (1920) |  |
|                      |  |

| Бруклин-авеню — Томпкинс-авеню (1888—1940) |
|                                            |
|                                            |
|                                            |
|                                            |
|                                            |

| Олбани-авеню — Самнер-авеню (1888—1940) |
|                                         |
|                                         |
|                                         |
|                                         |
|                                         |

| Атлантик-авеню (1889) |  |
|                       |  |

| 36-я улица (1915) |  |
|                   |  |

| Проспект-парк (1878) |  |  |
|                      |  |  |

| Девятая авеню (1916) |  |
|                      |  |

| Черч-авеню (1933) |  |
|                   |  |

|  |  |
|  |  |

|  |  |
|  |  |
|  |  |
|  |  |
|  |  |
|  |  |

Проходящие по линии маршруты в зависимости от дня недели и времени суток
| Восточнее Мертл-авеню                          | Часы пик | Остальное время |
| ---------------------------------------------- | -------- | --------------- |
| Локальные пути в режиме скип-стоп              | J · Z    | —               |
| Локальные пути со всеми остановками            | J        | J               |
| — в пиковом направлении; — в обратном пиковому |          |                 |

| Флашинг-авеню — Марси-авеню                    | Часы пик | День (кроме часов пик) | Вечер + выходные | Ночь |
| ---------------------------------------------- | -------- | ---------------------- | ---------------- | ---- |
| Экспресс-путь                                  | J · Z    | J                      | —                | —    |
| Локальные пути                                 | J · M    | J · M                  | J · M            | J    |
| — в пиковом направлении; — в обратном пиковому |          |                        |                  |      |

Станции на линии
| Условные обозначения |
| для дней и часов работы маршрутов (более точно указано во всплывающих подсказках при этих обозначениях): |
| --- |
| круглосуточно круглосуточно, кроме ночи круглосуточно, кроме будней днём (либо часов пик) в пиковом направлении в будни днём (и, возможно, вечером) в будни круглосуточно в часы пик в будни днём (либо в часы пик) в пиковом направлении в будни днём (либо в часы пик) в направлении, обратном пиковому в выходные ночью ночью и в выходные (и, возможно, вечером) нет движения поездов |

| ... |  | |
|     |  | |
|     |  | J — круглосуточно · J — круглосуточно · Z — в часы пик в пиковом направлении · Z — в часы пик в пиковом направлении |
|     |  | |

|                                       |  |  |  |  |                                       |
|                                       |  |  |  |  |                                       |
| L — круглосуточно · L — круглосуточно |  |  |  |  | L — круглосуточно · L — круглосуточно |
|                                       |  |  |  |  |                                       |

| A — круглосуточно · A — круглосуточно · C — круглосуточно, кроме ночи · C — круглосуточно, кроме ночи | Бродвей-Джанкшен |
| L — круглосуточно · L — круглосуточно                                                                 | Бродвей-Джанкшен |

|  |  |
|  |  |
|  |  |

|  |  |
|  |  |
|  |  |

|                                       |  |  |
| M — круглосуточно · M — круглосуточно |  |  |
|                                       |  |  |

| |  |  |
| J — круглосуточно · J — круглосуточно · M — круглосуточно, кроме ночи · M — круглосуточно, кроме ночи · Z — в часы пик в пиковом направлении · Z — в часы пик в пиковом направлении |  |  |
| |  |  |
| ... |  |  |